# Mercury (revista)
Mercury es una revista científica bimensual de carácter divulgativo que contiene artículos y columnas sobre astronomía y está orientada a todos los públicos.
Editada por la Astronomical Society of the Pacific (ASP), presenta un contenido variado. Mercury fue publicada por vez primera en 1972, precedida por una publicación titulada Leaflets y se barajó en un primer momento el título de Astronomy para la revista. Algunos columnistas que contribuyen o han contribuido a la revista son Christopher Conselice, Eric Schulman y Christopher Wanjek.